# Anthelia glauca
Anthelia glauca är en korallart som beskrevs av Jean-Baptiste Lamarck 1816. Anthelia glauca ingår i släktet Anthelia och familjen Xeniidae. Inga underarter finns listade i Catalogue of Life.

## Bildgalleri

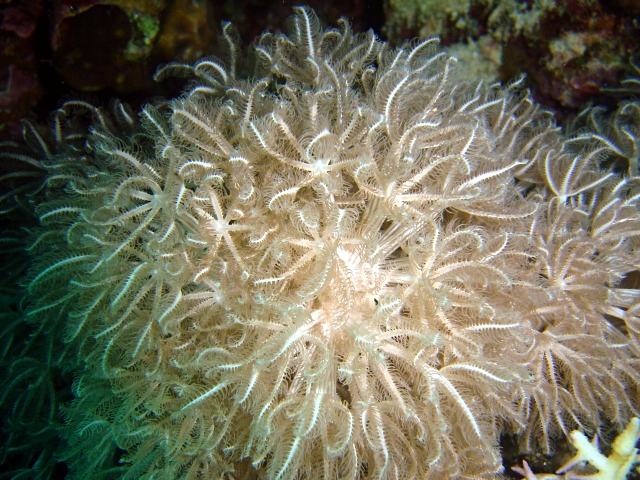